# 털날개박쥐속
털날개박쥐속(Harpiocephalus)은 애기박쥐과에 속한 박쥐 속이다. 2종으로 이루어져 있다.

## 특징
작은 박쥐로 몸통 길이가 55~75mm이고 전완장이 40~54mm, 꼬리 길이가 37~55mm이다. 몸무게는 최대 19g이다. 털은 무성하고 부드럽다. 등 쪽 부분은 갈색과 등적색, 적갈색이지만 배 쪽은 회색빛 노랑을 띤다.

## 분포
인도 북동부 지역부터 말루쿠 제도까지 동남아시아에 널리 분포한다.

## 하위 종
2종이 알려져 있다.
- 작은털날개박쥐 또는 털날개박쥐 (H. harpia)
  - H. h. harpia
  - H. h. lasyurus
  - H. h. madrassius
  - H. h. rufulus
- 큰털날개박쥐 (H. mordax) - 작은털날개박쥐의 이명으로 취급하기도 한다.[4]